# Rhadinomphax sanguinipuncta
Rhadinomphax sanguinipuncta är en fjärilsart som beskrevs av Felder 1875. Rhadinomphax sanguinipuncta ingår i släktet Rhadinomphax och familjen mätare. Inga underarter finns listade.